# Bonham
Bonham fue una banda de hard rock formada por el baterista Jason Bonham, hijo del fallecido baterista de la legendaria banda Led Zeppelin, John Bonham. 

## Biografía
En 1990, su álbum debut, The Disregard of Timekeeping, alcanzó éxito con el sencillo "Wait for You", ayudando al disco a alcanzar la certificación de Oro. La banda realizó una larga gira de dos años, durante la cual se empezaron a gestar algunos conflictos internos. 
Mad Hatter fue el segundo disco de la agrupación, lanzado en 1992. Luego, Jason decidió que se dedicaría a ser nuevamente músico de sesión, por lo que Bonham se desintegró.

## Discografía
- The Disregard of Timekeeping (1989)
- Mad Hatter (1992)